# Cosenza (provincie)
Cosenza is een provincie die gelegen is in de Zuid-Italiaanse regio Calabrië. In het noorden grenst ze aan de provincies Potenza en Matera die tot de regio Basilicata behoren. In het zuiden liggen de Calabrese provincies Catanzaro en Crotone. Cosenza wordt aan twee zijden door de zee begrensd; de Tyrreense Zee in het westen en de Ionische Zee in het oosten.

## Territorium
Het noorden van Calabrië waarin de provincie gelegen is is een erg bergachtige streek. In het noordelijkste puntje ligt het massief van de Pollino en in het midden van de provincie de bergketens van de Sila. Kenmerkend voor de Sila zijn de grote bergmeren. Beide gebergten zijn tot nationaal park verklaard. De Piana di Sibari is de enige laagvlakte van het gebied. De twee kusten hebben overwegend zandstrand, vooral de Tyrreense kust is belangrijk voor het toerisme.

## Bezienswaardigheden
De hoofdstad Cosenza behoort tot de mooiste steden van Calabria. Het historische centrum ligt op een afstandje van het hedendaagse centrum. In de Via Telesio, waar ook de Dom staat, heeft de tijd stil gestaan. De tweede stad van de provincie, Rossano, is gelegen nabij de laagvlakte van Sibari. Het heeft een mooie ligging op een 270 meter hoge rots boven de Ionische zee. De stad was ooit een van de belangrijkste byzantijnse centra van de regio. Uit die periode zijn in de stad nog een aantal bouwwerken te vinden zoals de kerken San Marco en San Panaghi. De Sila is zeer belangrijk voor het toerisme. In de winter kan er op sommige plaatsen geskied worden. 's Zomers is het vooral een wandelgebied, de lokale bevolking zoekt er dan ook vaak verkoeling in de dichte bossen en bij de grote meren. In de Sila komen veel zeldzame dieren voor, waaronder de wolf. die het symbool is van het nationale park. Het toerisme aan de kusten is goed ontwikkeld, vooral aan de Ionische zijde. De belangrijkste badplaatsen zijn hier Amantea, Paola en vooral Diamante.

## Foto's

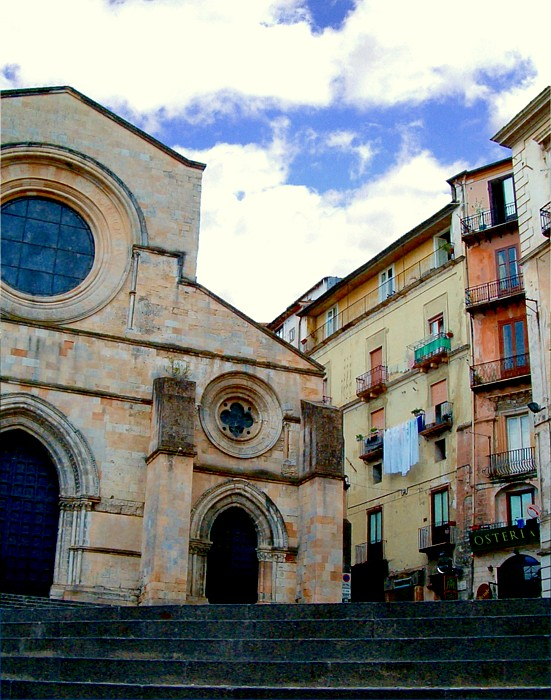
Cosenza

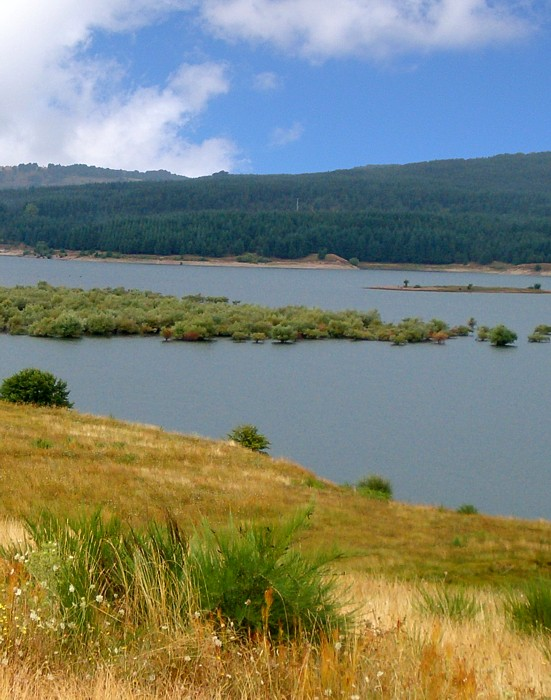
Lago di Cecita

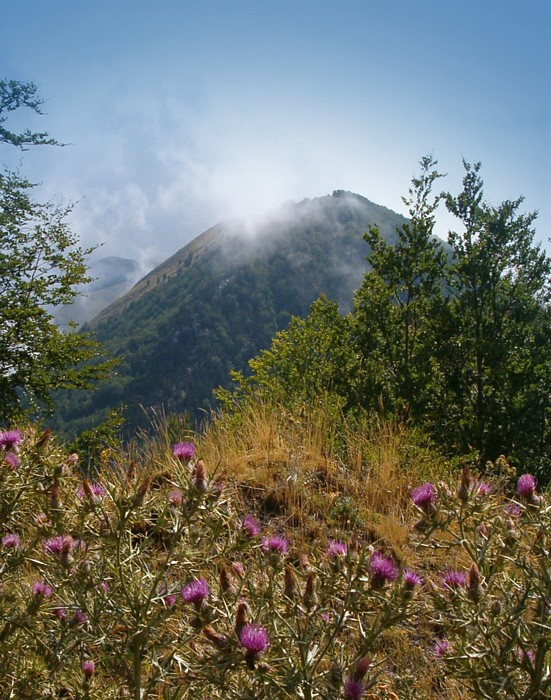
Pollino

Acquaformosa · Acquappesa · Acri · Aiello Calabro · Aieta · Albidona · Alessandria del Carretto · Altilia · Altomonte · Amantea · Amendolara · Aprigliano · Belmonte Calabro · Belsito · Belvedere Marittimo · Bianchi · Bisignano · Bocchigliero · Bonifati · Buonvicino · Calopezzati · Caloveto · Campana · Canna · Cariati · Carolei · Carpanzano · Casali del Manco · Cassano all'Ionio · Castiglione Cosentino · Castrolibero · Castroregio · Castrovillari · Celico · Cellara · Cerchiara di Calabria · Cerisano · Cervicati · Cerzeto · Cetraro · Civita · Cleto · Colosimi · Corigliano-Rossano · Cosenza · Cropalati · Crosia · Diamante · Dipignano · Domanico · Fagnano Castello · Falconara Albanese · Figline Vegliaturo · Firmo · Fiumefreddo Bruzio · Francavilla Marittima · Frascineto · Fuscaldo · Grimaldi · Grisolia · Guardia Piemontese · Lago · Laino Borgo · Laino Castello · Lappano · Lattarico · Longobardi · Longobucco · Lungro · Luzzi · Maierà · Malito · Malvito · Mandatoriccio · Mangone · Marano Marchesato · Marano Principato · Marzi · Mendicino · Mongrassano · Montalto Uffugo · Montegiordano · Morano Calabro · Mormanno · Mottafollone · Nocara · Oriolo · Orsomarso · Paludi · Panettieri · Paola · Papasidero · Parenti · Paterno Calabro · Pedivigliano · Piane Crati · Pietrafitta · Pietrapaola · Plataci · Praia a Mare · Rende · Rocca Imperiale · Roggiano Gravina · Rogliano · Rose · Roseto Capo Spulico · Rota Greca · Rovito · San Basile · San Benedetto Ullano · San Cosmo Albanese · San Demetrio Corone · San Donato di Ninea · San Fili · San Giorgio Albanese · San Giovanni in Fiore · San Lorenzo Bellizzi · San Lorenzo del Vallo · San Lucido · San Marco Argentano · San Martino di Finita · San Nicola Arcella · San Pietro in Amantea · San Pietro in Guarano · San Sosti · San Vincenzo La Costa · Sangineto · Sant'Agata di Esaro · Santa Caterina Albanese · Santa Domenica Talao · Santa Maria del Cedro · Santa Sofia d'Epiro · Santo Stefano di Rogliano · Saracena · Scala Coeli · Scalea · Scigliano · Serra d'Aiello · Spezzano Albanese · Spezzano della Sila · Tarsia · Terranova da Sibari · Terravecchia · Torano Castello · Tortora · Trebisacce · Vaccarizzo Albanese · Verbicaro · Villapiana · Zumpano
Catanzaro · Cosenza · Crotone · Reggio Calabria · Vibo Valentia